# Manoir de Stang Hingant
Le manoir de Stang Hingant est un édifice situé à Meslan en France.

## Localisation
Le manoir était situé sur le territoire de la commune de Meslan, au lieu-dit Stang Hingant, dans le département du Morbihan en région Bretagne.

## Description
Édifice du XVIIIe siècle à un étage carré construit en moellons et pierre de taille de granite, toiture à longs pans couverte d'ardoises et de chaume ; pignon découvert. Escalier dans-œuvre ; escalier à vis sans jour. 

## Historique
Manoir de la première moitié du XVIIIe siècle ; dépendance sud-ouest porte l'inscription : FAITE PAR M IAN D LAPORTE L JUILL 1721 ; le logis porte la date 1738 ; la dépendance sud-est porte la date 1743 ; nombreux remaniements. Dénommé château au XIXe siècle, ce n'est plus maintenant qu'un vieux manoir pratiquement ruiné. C'était le berceau d'une grande famille  dont on retrouve la trace dans les paroisses voisines. Les Stanghingant possédèrent le lieu au moins de 1427 jusqu'en 1684. Par mariage il passa aux Jeguic qui édifièrent le manoir actuel.
Le manoir est inscrit à l'inventaire général du patrimoine culturel.